# Седмият син
„Седмият син“ (на английски: Seventh Son) е американски фентъзи филм от 2014 г. на режисьора Сергей Бодров, с участието на: Бен Барнс в ролята на Седмия син, Джеф Бриджис, Алисия Викандер, Джулиан Мур и Кит Харингтън. Филмът е базиран на поредицата романи "Хрониките на Уордстоун" от Джоузеф Дилейни. Излиза във Франция на 17 декември 2014 г. , а в Канада и в САЩ на 6 февруари 2015 г. от „Юнивърсъл Пикчърс“.

## Актьорски състав
| Актьор           | Роля            |
| ---------------- | --------------- |
| Джеф Бриджис     | Майстор Грегъри |
| Бен Барнс        | Том Уард        |
| Джулиан Мур      | Майка Малкин    |
| Алисия Викандер  | Алис            |
| Антдже Трауе     | Бони Лизи       |
| Оливия Уилямс    | Мам Уорд        |
| Джон ДеСантис    | Тъск            |
| Кит Харингтън    | Уилям Брадли    |
| Джимон Унсу      | Раду            |
| Джейсън Скот Лий | Ураг            |

## В България
В България филмът е пуснат по кината на 9 януари 2015 г. от „Форум Филм България“, а по-късно е издаден на 11 май на DVD и Blu-ray.
На 6 август 2018 г. е излъчен премиерно по „Би Ти Ви Синема“ с български дублаж, записан в студио „Медиа Линк“. Екипът се състои от:
| Озвучаващи артисти  | Даниела Йорданова Петя Абаджиева Петър Бонев Георги Георгиев-Гого Иво Райков |
| Преводач            | Антония Халачева                                                             |
| Тонрежисьор         | Надежда Иванова                                                              |
| Режисьор на дублажа | Мария Ангелова                                                               |